# Marketo (Adobe)
Pour les articles homonymes, voir Marketo.
Marketo, Inc. est une ancienne compagnie de logiciels informatiques basée à San Mateo en Californie. La compagnie se spécialisait dans le développement et la vente de logiciel de marketing automation entre autres pour permettre l'optimisation pour les moteurs de recherche,. Marketo a ainsi travaillé pour de grandes entreprises ainsi que de petites à croissance rapide,. La compagnie est achetée par Adobe en 2018,.

## Histoire
2006 - 2011: La fondation de Marketo

Marketo présente son premier produit, Marketo Lead Management, en 2008, qui est suivi de Marketo Sales en 2009 et Marketo Revenue Cycle Analytics en 2010.
2012 - 2018: Expansions et vente

En avril 2012, Marketo acquiert Crowd Factory avec laquelle il inclut le marketing des médias sociaux à leurs activités. En novembre 2012, l'application LauchPoint est mise en service pour les professionnels du marketing.
En mai 2013, Marketo entame son introduction en bourse, et fait l'acquisition d'Insightera, une compagnie israélienne se spécialisant en personnalisation de site web, pour la somme de 20 millions de dollars US.
En juin 2016, Vista Equity Partners (en) annonce faire l'acquisition de Marketo pour près de 1,79 milliard $US, acquisition qui sera complétée en août 2017, Ce même mois, Marketo annonce le transfert de ses logiciels vers la plateforme Google Cloud en les intégrant aux outils Google suivant une alliance d'une durée de six ans.
En septembre 2018, Adobe annonce faire l'achat de Marketo pour 4,75 milliards $US,.